# Haimro Alame
Haimro Alame (hebräisch איימרו עלמיה, amharisch አይሜሮ አላሚያ; * 8. Juni 1990) ist ein israelischer Leichtathlet äthiopischer Herkunft, der sich auf den Langstreckenlauf spezialisiert hat.

## Sportliche Laufbahn
Erste internationale Erfahrungen sammelte Haimro Alame im Jahr 2014, als er bei den Europameisterschaften in Zürich mit 30:04,95 min auf den 17. Platz im 10.000-Meter-Lauf gelangte. Im Jahr darauf wurde er bei der 3. Liga der Team-Europameisterschaft im Rahmen der Europaspiele in Baku in 14:38,9 min Dritter über 5000 Meter hinter dem Aserbaidschaner Hayle İbrahimov und Roman Prodius aus der Republik Moldau. Zudem gewann er mit dem israelischen Team die Bronzemedaille. 2016 kam er bei den Europameisterschaften in Amsterdam über 10.000 Meter nicht ins Ziel und bei den Halbmarathon-Weltmeisterschaften 2018 in Valencia gelangte er mit 1:03:04 h auf den 45. Platz. 2021 nahm er im Marathonlauf an den Olympischen Sommerspielen in Sapporo teil und lief dort nach 2:17:17 h auf dem 36. Platz ein. Im Jahr darauf erreichte er bei den Weltmeisterschaften in Eugene mit 2:17:05 h Rang 48 und 2023 wurde er bei den Weltmeisterschaften in Budapest in 2:12:39 h 19. Im Jahr darauf landete er bei den Europameisterschaften in Rom nach 1:02:38 h auf dem 18. Platz im Halbmarathon und 2025 siegte er in 2:08:17 h beim Houston-Marathon. Anschließend wurde er bei den erstmals ausgetragenen Straßenlauf-Europameisterschaften in Löwen in 2:09:27 h Vierter im Marathon und sicherte sich in der Teamwertung die Goldmedaille.  
2014 wurde Alamo israelischer Meister im 1500-Meter-Lauf sowie von 2013 bis 2016 über 5000 Meter.

## Persönliche Bestleistungen
- 1500 Meter: 3:47,73 min, 22. Juni 2016 in Tel Aviv-Jaffa
- 5000 Meter: 13:52,76 min, 9. Mai 2015 in Tel Aviv
- 10.000 Meter: 28:09,52 min, 18. Januar 2015 in Tel Aviv
- 10-km-Straßenlauf: 28:36 min, 4. Mai 2019 in Tel Aviv
- Halbmarathon: 1:02:12 h, 10. November 2024 in Boston
- Marathon: 2:06:04 h, 3. Dezember 2023 in Valencia